# Campos do Jordão (gemeente)
Campos do Jordão is een gemeente in de Braziliaanse deelstaat São Paulo. De gemeente telt 46.505 inwoners (schatting 2009).

## Aangrenzende gemeenten
De gemeente grenst aan Guaratinguetá, Pindamonhangaba, Santo Antônio do Pinhal, São Bento do Sapucaí, Piranguçu (MG) en Wenceslau Brás (MG).